# Château de Bousval
Le château de Bousval est un château situé à Bousval, section de la ville belge de Genappe, en Brabant wallon.

## Localisation
Le château de Bousval est situé au numéro 33 de la rue du Château, à la sortie sud du village de Bousval, en direction de la chapelle du Try-au-Chêne.

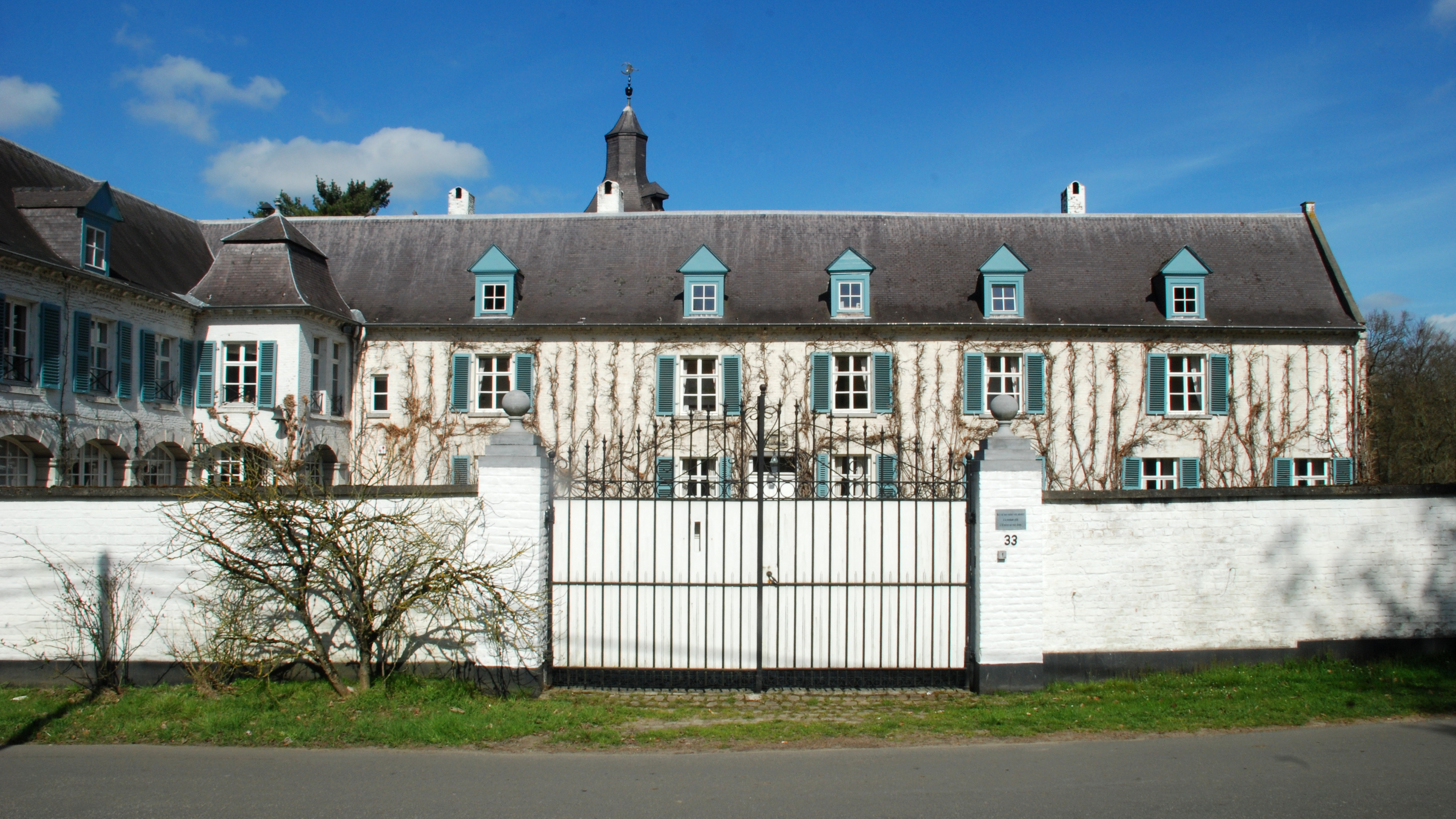
L'aile principale.

## Historique

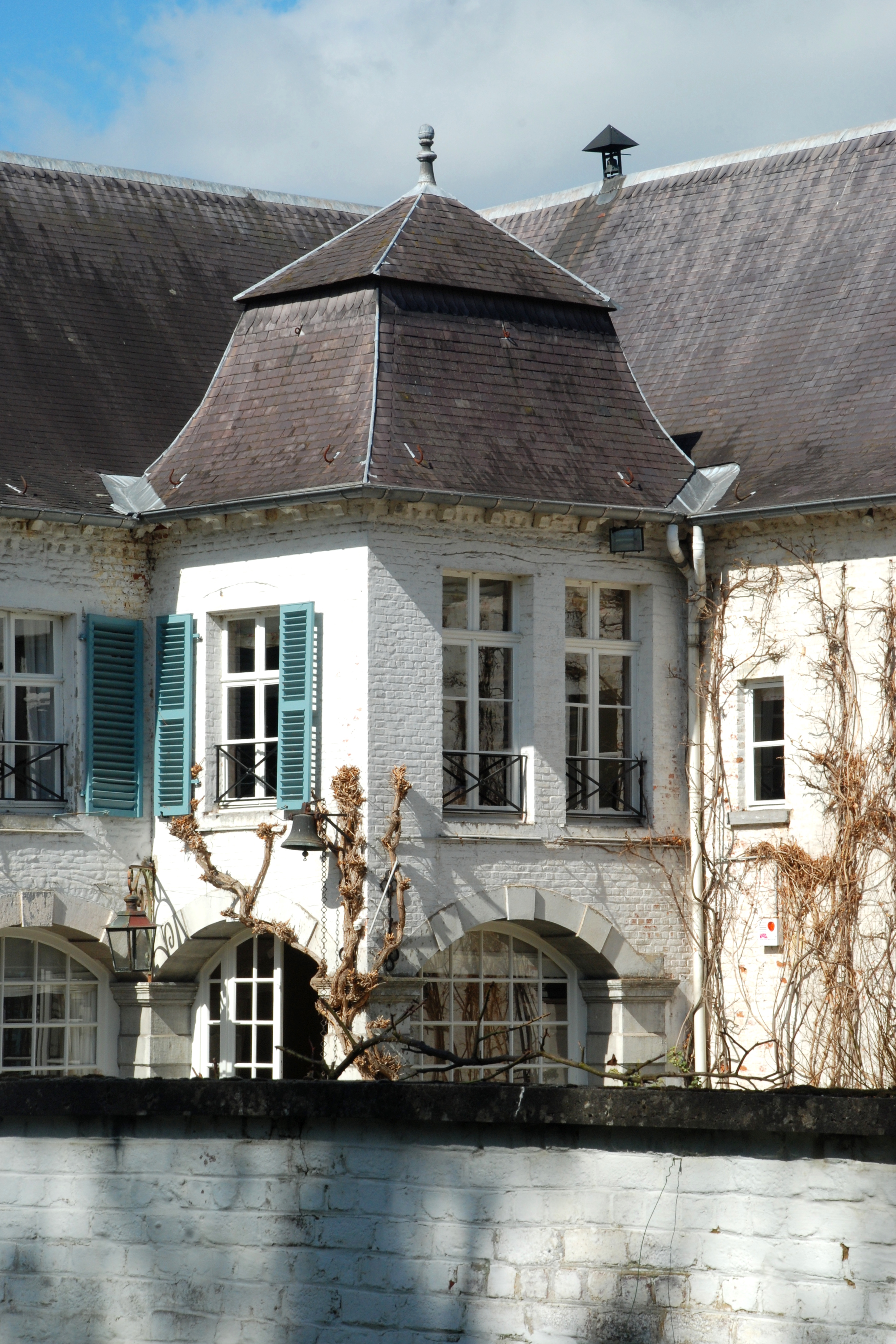
La tour située à l'angle des deux ailes du château.

Au XVIe siècle, le château appartenait au maître d’hôtel de Marguerite d’Autriche : la seule partie conservée de cette époque est la tour, datée de 1567.
Il fut ensuite acheté en 1607 par J-B Maes qui le transforma vers 1617, comme l'atteste la date que l'on peut encore apercevoir sur le toit de l'aile principale.
Le château et la seigneurie passèrent ensuite à la famille comtale van der Stegen, avant de changer de mains à de multiples reprises et d'échoir à la famille Solvay au XXe siècle.
La ferme du château fut démolie au début du XIXe siècle.
En 1886, le château fut racheté par Adolphe Delhaize qui l'occupera jusqu'à sa mort le 9 octobre 1899. Son fils, Maurice Delhaize l'occupera à son tour jusqu'en 1953.

## Architecture
Entouré d'un vaste parc fermé par un mur de briques peintes en blanc, le château présente une agréable polychromie résultant de la combinaison des briques blanches, des ardoises grises et des volets et lucarnes peints en bleu clair.
Le château est une construction en forme de L, composée d'une aile longue située au nord et d'une aile courte située à l'ouest.
L'aile septentrionale compte sept travées percées au rez-de-chaussée et à l'étage de fenêtres rectangulaires à volets de bois. Cinq de ces travées sont surmontées d'une lucarne à bâtière.
L'aile ouest, plus courte, ne compte que quatre travées et est percée au rez-de-chaussée d'arcades à arc surbaissé et à claveaux saillants. La structure différente de cette aile est due au fait qu'elle a été aménagée en orangerie, probablement au XVIIIe siècle. Cette aile est couverte d'une toiture à croupette.
À l'angle des deux ailes, on trouve une tour carrée, de même hauteur que les ailes. Cette tour présente au rez-de-chaussée le même type d'arcades que l'aile occidentale.
Une tour ronde, surmontée d'une flèche en ardoise, est accolée à la façade septentrionale de l'aile 
nord.
À l'est, isolée des autres bâtiments, se dresse la conciergerie.